# Luciano Bottaro
Pour les articles homonymes, voir Bottaro.
Luciano Bottaro (né le 16 novembre 1931 à Rapallo, dans la province de Gênes, en Ligurie et mort le 25 novembre 2006 dans la même ville) est un dessinateur italien de bandes dessinées.

## Biographie

### Débuts dans la bande dessinée
En 1949, alors qu'il n'a que 18 ans, Luciano Bottaro rentre chez l'éditeur De Leo pour qui il livre des gags et des courts récits. Il y invente Aroldo il bucaniere, mais celui-ci ne sera pas édité tout de suite. Dès cette époque, et sans qu'il en sache rien, Bottaro est déjà publié en France grâce à des accords entre éditeurs.
C'est en 1951, pour l'éditeur Alpe, qu'il crée Tim et les pirates dans le périodique Gaie Fantaisie, mais ce marin se voit bientôt remplacé par un autre appelé à devenir célèbre : Pépito. Pendant ce temps, Bottaro travaille tous azimuts. On le voit ainsi avec Joe Polpetta pour l'hebdomadaire Lo Scolaro, puis le sergent Baldo, Maramao et Pop e Fuzzy pour Alpe l'année suivante, mais aussi Pik & Pok  et le curieux canard Papy Popero pour l'éditeur Bianconi. À la même époque, il entame aussi une longue et fructueuse collaboration avec la branche italienne de Disney, la revue Topolino en dessinant son premier récit de Donald. Deux ans plus tard, en 1953, il imagine Zampino e Nerone pour la revue Tam-Tam.
Pendant ce temps-là en France, Sagédition décide de lancer une revue du nom de Pépito avec le fameux personnage de Bottaro en vedette.
À la fin de son service militaire, Bottaro publie sa première histoire de Pon-Pon, mais celui-ci est encore appelé Sor Funghetto.

### L'école de Rapallo, de 1956 à 1985
En 1956, de retour de son service militaire, il imagine Pinko e Ponko pour la Sagédition. Dès l'année suivante, il dessine des aventures de Pépito directement pour la France, mais pour tenir le rythme, il réunit autour de lui une équipe de collaborateurs ce qui donnera : l'école de Rapallo avec Guido Scala e Franco Aloisi,
Entre 1957 et 1959, il travaille pour les éditions Fasani en inventant des nouveaux héros : Lola e Othello, Nasolungo e GambaCorta et Sceriffo Maïopi. Pour Alpe, il crée Whisky & Gogo que l'on retrouvera plusieurs années plus tard dans Pépito puis dans une revue du même nom chez Sagédition.
C'est en 1968, que paraît finalement Capitan Bomba inventé 10 ans plus tôt, mais aussi Roi de Pique le souverain acariâtre, Big Tom et Mattaglie. Bien que le succès ne soit pas au rendez-vous, il fonde à cette époque avec Carlo Chendi et Giorgio Rebuffi le studio Bierreci dont le nom est formé par les initiales de ses trois membres (prononcé à l'italienne).
Le studio se diversifie pour atteindre son apogée à la fin des années 1970. Mais les commandes se raréfient dans les années 1980 et le studio ferme officiellement ses portes en 1985.
En 1971, Pon-Pon fait son retour dans Il Giornalino où il connaîtra même des histoires plus longues que ces habituels gags. Deux ans plus tard, il rentre au Corriere dei Piccoli et reprend les aventures de Big Tom e Joe Polpetta sous le titre de Forte Express, mais Pépito s'essouffle en France qui ne publie plus que des rééditions et en dehors de quelques récits pour Disney et quelques histoires de Pon-Pon chez Mon journal, on n'aura plus trop l'occasion de lire du Bottaro chez nous.
À partir de 1981, il publie dans Il Giornalino Pinocchio, une nouvelle série.

### Début des années 90
En 1992, il imagine une version personnelle de Christophe Colomb : Culumbu. Cet hebdomadaire continue de publier à l'occasion des inédits de Pon-Pon. Sa dernière création étant Ink Pub dans la revue Post. À plus de 70 ans, Luciano Bottaro continue de dessiner, même s'il a disparu du panorama éditorial français.

## Utilisation du personnage de Pépito
Dans les années 60, le succès de la série Pépito est important et l'éditeur français, la Sagédition décide de vendre les droits du personnage sans l'accord de Bottaro. Plusieurs éditions pirates et contrefaçons voient ainsi le jour à l'étranger. L'éditeur cède également les droits d'utilisation publicitaire de Pépito à la marque Belin, qui adapte l'image du corsaire en mexicain pour mettre en avant ses biscuits.
Vers la fin de sa vie, Luciano Bottaro devra se battre contre le groupe Danone pour obtenir le droit de poursuivre les aventures de Pépito en France. Le groupe agro-alimentaire s'oppose à la production d'un dessin animé inspiré par le petit pirate qui doit être produit par Canal +. Le procès se solde par un accord à l'amiable qui autorise finalement Luciano Bottaro à poursuivre la publication des histoires de Pépito mais qui lui interdit tous droits sur les produits dérivés,.

## Œuvres publiées en français

### Petits formats
- Pépito, Sagédition, 249 numéros, 1952-1965. Format 13x18.
- Pépito Magazine, 17 numéros, 1957-1961. Format 18x26.
- Pépito Magazine, 28 numéros, 1961-1966. Format 18x26.
- Pépito. Nouvelle série, Sagédition, 28 numéros, 1965-1966. Format 13x18.
- Pépito Géant, Sagédition, 43 numéros, 1966-1972. Format 18x26.
- Pépito, Sagédition, 12 numéros, 1973-1976. Format 13x18.
- Pépito Géant, Éditions du Château, 5 numéros, 1987. Format 18x26.

### Albums
- Pepito, Paris : Sagédition :

1. Coups de tête et coups de canons, 1974.
2. Le Trésor de Pépito, 1975.
3. Le Trésor des Biftèques / Le Poulpe à vapeur, 1975.
4. L'Île aux singes / Les Pygmées rouges, 1979.
5. Le Meilleur de Pépito, 1983.

- Pepito. 9 histoires palpitantes, Paris : Futuropolis, 1982.
- Pinko et Cie dans l'après-histoire, Marseille : Bédésup, 1983.
- Les Post-historiques, Paris : Roland Jouve, 2004.
- Pythagore, génie incompris (trad. Jean-Yves Guerre), Paris : Roland Jouve, 2004.
- Les Grands Voyages de Pepito, Châteaumeillant : Roland Jouve, 2006. Contient les histoires « Dents blanches, continent noir » et « Pepito au pays des kangourous ».
- Pepito (préf. David Amram), Paris : Cornélius, 2012.

### Tirage de luxe
- Pinocchio, 2022, 112 p. éditions Caurette  (ISBN 979-10-96315-61-1). Tirage limité à 300 exemplaires.